# Tzar (Artsakh)
Tzar, in armeno Ծար?, in azero Zar (anche Tsar), è una piccolissima comunità rurale del distretto di Kəlbəcər, in Azerbaigian, fino al 2020 appartenente alla regione di Shahoumian nella repubblica dell'Artsakh (fino al 2017 denominata repubblica del Nagorno Karabakh).

## Collocazione geografica
Tzar sorge quasi al termine della strada statale che proviene dalla città di Karvachar ed è una delle ultime frazioni abitate prima dell'altopiano dell'Artsakh. L'insediamento si trova sulla riva sinistra del fiume Tartar alla confluenza con il torrente Tzar.
Alle spalle del villaggio si eleva il monte Tzarasar (3426 m, lett. Montagna di Tzar) lungo il crinale che separa l'ex repubblica dell'Artsakh dall'Armenia.
Nei pressi del villaggio sorgeva il monastero di Tzar, andato completamente distrutto in epoca sovietica.